# The Sims: Livin' Large
«The Sims: Livin' Large» (у Британії і Фінляндії «The Sims: Livin' It Up») — перше доповнення до комп'ютерної гри жанру симулятору життя The Sims. Розроблене студією Maxis, видане компанією Electronic Arts. В США вийшло 27 серпня 2000. Додає нові характери, кар'єри, речі й функції. «Livin' Large» також входить до «The Sims Deluxe Edition».

## Ігровий процес
В доповненні з'являються нові NPC, такі як Серво, Трагічний Клоун, Смерть. Санта Клаус відвідає житло сімів, якщо залишити йому трошки печива і поставити у будинку камін. Під різдвяною ялинкою Санта залишить сіму подарунок. Якщо придбати сіму картину із Трагічним Клоуном, персонаж із зображення оживе. В грі також з'явилася картина з морською свинкою й хвороба морської свинки. Нею вона може захворіти, якщо помістити в будинок картину з морською свинкою та клітку із твариною. Смерть приходить до мертвих сімів, щоб забрати їхні душі. Зі спеціального телефону сім може попросити Смерть не забирати душу покійного. Воскресіння може бути різним: покійний не зміниться і повернеться до свого звичайного життя; сім може стати зомбі; сім може воскреснути у вигляді нової Смерті. За 15,000 сімолеонів сім може придбати помічника робота на ім'я Серво. Цей робот прибирає вдома, доглядає за садом, готує їжу.
В «Livin' Large» додалось багато різних нових речей: електрогітара, столик для хіміка, кришталева куля, чарівна лампа. Деякі об'єкти пов'язані з новими NPC. Наприклад, картина з Трагічним Клоуном — з Трагічним Клоуном, чарівна лампа — з джином, кабінка Серво — з Серво.
Додана можливість мати до п'яти околиць (англ. neighborhoods).

## Рецензії
Критики дали позитивні рецензії доповненню. Агрегатор GameRankings дав доповненню 77,48 %, Metacritic — 82 %.
| Агрегатор    | Оцінка |
| ------------ | ------ |
| GameRankings | 77.48% |
| Metacritic   | 82/100 |

| Видання  | Оцінка |
| -------- | ------ |
| GamePro  | 4.5/5  |
| GameSpot | 8.1/10 |
| IGN      | 7.5/10 |